# 웨더 걸스
웨더 걸스(The Weather Girls)는 미국의 여성 듀오이다.